# ShellShock: Nam '67
ShellShock: Nam '67 is een third person shooter. Het spel is gebaseerd op de wreedheid van de Vietnamoorlog in het jaar 1967 (vandaar de naam "Nam '67"). ShellShock: Nam '67 is uitgebracht door Eidos Interactive.

## Overzicht
De speler begint als een groentje in een makkelijke kennismakingsmissie (in deze missie leer hoe je je personage moet besturen, wapens gebruikt, enz.) samen met twee andere groentjes. Na deze kennismakingsmisie krijgt de speler in elf missies te maken met verraad, martelingen, illegale executies, medesoldaten die keer op keer op gruwelijke wijze wordt vermoord door de Vietcong en de chits waarmee de speler op het basiskamp spullen kan kopen.